# Georg Wolpers
Georg Wolpers (* 16. März 1865 in Ottbergen; † 5. September 1948 ebenda) war ein deutscher katholischer Priester, Historiker des Eichsfelds und Heimatforscher.

## Leben
Wolpers studierte Theologie in Münster, Bonn, Würzburg und Hildesheim. Nach der Priesterweihe 1891 wurde er Kaplan in Obernfeld, 1892 in Rhumspringe, 1893 in Fuhrbach und 1896 in Peine. 1897 wurde er Pfarradministrator in Bilderlahe, 1900 Pastor in Steinbrück und 1908 Pfarrer in Bernshausen. 1920 wurde er Kommissariatsassessor in Duderstadt.

## Schriften (Auswahl)
- Der Gnadenort Germershausen. Geschichtliche Entwickelung der Wallfahrt und des Klosters. Illustrierte Festschrift zur Erinnerung an die Niederlassung der Augustiner-Eremiten in Germershausen am 1. Oktober 1864. Duderstadt 1914, OCLC 45993193.
- Die geistlichen Kommissarien des Untereichsfeldes. Ein Beitrag zur eichsfeldischen Kirchengeschichte. Duderstadt 1922, OCLC 753655946.
- Die Kalandsbruderschaften im Eichsfelde, besonders die Kalande zu Duderstadt und Seeburg. Duderstadt 1928, OCLC 72394666.
- Elfhundert Jahre Bernshausen. Aus der Geschichte eines kleinen eichsfeldischen Dorfes 836–1936. Duderstadt 1936, OCLC 250489760.